# Hodajot
Hodajot (hebrejsky הוֹדָיוֹת, anglicky Hodayot) je mládežnická vesnice a školský komplex v Izraeli, v Severním distriktu, v Oblastní radě Dolní Galilea.

## Geografie
Leží v nadmořské výšce 285 metrů na planinách v Dolní Galileji, nedaleko místa, kde se tyto planiny začínají prudce svažovat k břehům Galilejského jezera.
Obec se nachází cca 10 kilometrů západně od centra města Tiberias, cca 100 kilometrů severovýchodně od centra Tel Avivu a cca 42 kilometrů východně od centra Haify. Hodajot obývají Židé, přičemž osídlení v tomto regionu je zcela židovské. Oblasti, které obývají izraelští Arabové, ale začínají jen cca 6 kilometrů západním a jihozápadním směrem (aglomerace Nazaretu a arabská sídla v údolí Bejt Netofa). Zhruba 7 kilometrů jižně od Hodajot leží také město Kafr Kama, které obývají izraelští Čerkesové.
Hodajot je na dopravní síť napojen pomocí dálnicí číslo 77, jež spojuje aglomeraci Haify s Galilejským jezerem.

## Dějiny
V roce 1949 na tomto místě (na pozemcích vysídlené arabské vesnice Lubija) vznikl kibuc Lavi. Šlo ale jen o provizorní stanoviště, ze kterého se osadníci roku 1950 přesunuli cca 1 kilometr východním směrem, do nynější lokality kibucu Lavi.
Místo ale nezůstalo opuštěno, ještě v roce 1950 zde vznikla náboženská vzdělávací instituce. Prvními studenti zde byli židovští přistěhovalci z Indie (hebrejsky "Hodu"), kteří tak dali jméno této lokalitě - Hodajot. V prvních letech měl komplex Hodajot smíšený, osvětově-zemědělský charakter. Zdejší žáci část dne věnovali studiu, v zbylé části pomáhali při zemědělských pracích v sousedním kibucu Lavi. Později se kvůli potřebě profesionalizace zdejší výuky instituce soustředila čistě na vzdělávací roli. Podle oficiální databáze sídel byl Hodajot založen v roce 1959 (patrně myšleno datum uznání za samostatnou obec).
V Hodajot studuje židovská mládež z chudých rodin a také noví židovští přistěhovalci. V komplexu kromě studentů trvale pobývá 12 rodin, které tu udržují veřejné instituce. Funguje tu synagoga, zdravotní středisko a předškolní péče o děti.

## Demografie
Obyvatelstvo Hodajot je nábožensky orientované. Podle údajů z roku 2014 tvořili naprostou většinu obyvatel v Hodajot Židé - cca 200 osob (včetně statistické kategorie "ostatní", která zahrnuje nearabské obyvatele židovského původu ale bez formální příslušnosti k židovskému náboženství, cca 300 osob).
Jde o menší sídlo. K 31. prosinci 2014 zde žilo 282 lidí. Během roku 2014 populace stoupla o 46,1 %. Do těchto údajů jsou ale započítáni zdejší studenti, kteří tu pobývají v internátu.
| Rok            | 1995 | 2001 | 2003 | 2004 | 2005 | 2006 | 2007 | 2008 | 2009 | 2010 | 2011 | 2012 | 2013 | 2014 |
| -------------- | ---- | ---- | ---- | ---- | ---- | ---- | ---- | ---- | ---- | ---- | ---- | ---- | ---- | ---- |
| Počet obyvatel | 219  | 286  | 294  | 280  | 284  | 278  | 280  | 282  | 267  | 247  | 262  | 192  | 193  | 282  |